# Zahia Dahmani
Pour les articles homonymes, voir Dahmani (homonymie).
Zahia Dahmani (née le 2 juin 1972 à Roubaix) est une athlète française, spécialiste des courses de fond. 

## Biographie
Elle remporte le titre de championne de France du semi-marathon en 2001, du 5 000 mètres en 1997, du 10 000 mètres en 1997 et 1999, et du 10 km sur route en 1997 et 2000.
En 1996, lors des championnats du monde de semi-marathon de Palma de Majorque, en Espagne, elle remporte la médaille d'argent de l'épreuve par équipes aux côtés de ses compatriotes Christine Mallo et Muriel Linsolas. 
Lors des Championnats d'Europe de cross-country, elle obtient la médaille d'argent par équipes en 1999 et la médaille de bronze par équipes en 1996.

### Palmarès
| Date | Compétition                            | Lieu              | Résultat | Épreuve     | Performance     |
| ---- | -------------------------------------- | ----------------- | -------- | ----------- | --------------- |
| 1996 | Championnats du monde de semi-marathon | Palma de Majorque | 2e       | Par équipes | 3 h 38 min 44 s |

### Records
| Épreuve       | Performance     | Lieu              | Date             |
| ------------- | --------------- | ----------------- | ---------------- |
| 5 000 m       | 15 min 37 s 98  | Saint-Pétersbourg | 29 mai 1999      |
| 10 000 m      | 32 min 10 s 21  | Reims             | 27 juin 1997     |
| Semi-marathon | 1 h 11 min 28 s | Montbéliard       | 1er octobre 1995 |
| Marathon      | 2 h 29 min 58 s | Paris             | 8 avril 2001     |